# Daniel Fonseca
Daniel Fonseca (Montevideo, 13 september 1969) is een voormalig profvoetballer uit Uruguay. Hij speelde als aanvaller clubvoetbal in onder meer Argentinië en Italië. Fonseca beëindigde zijn actieve spelerscarrière in 2003 bij Como Calcio. Later werd hij spelersmakelaar.

## Interlandcarrière
Fonseca maakte zijn debuut voor Uruguay op 2 februari 1990 in de vriendschappelijke wedstrijd tegen Colombia (2-0), net als Gabriel Cedrés. In totaal kwam hij dertig keer uit voor zijn vaderland, en maakte hij tien doelpunten in de periode 1990-1997. Fonseca won met Uruguay de strijd om de Copa América in 1995, en nam eenmaal deel aan de WK-eindronde: 1990.
Fonseca speelde zijn 30ste en laatste interland op 10 september 1997, toen Uruguay met 2-1 verloor van Peru in de kwalificatie voor het WK voetbal 1998 in Frankrijk. Ook voor doelman Robert Siboldi betekende dat duel zijn laatste (34ste) voor zijn vaderland. Fonseca beëindigde zijn interlandloopbaan in mineur, want hij kreeg in de 83ste minuut een rode kaart (tweemaal geel) van de Amerikaanse scheidsrechter Esfandiar Baharmast en moest dus voortijdig naar de kant.
| Interlanddoelpunten | Interlanddoelpunten | Interlanddoelpunten | Interlanddoelpunten     | Interlanddoelpunten | Interlanddoelpunten | Interlanddoelpunten | Interlanddoelpunten |
| #                   | Datum               | Locatie             | Wedstrijd               | Goal(s)             | Score               | Uitslag             | Wedstrijd           |
| ------------------- | ------------------- | ------------------- | ----------------------- | ------------------- | ------------------- | ------------------- | ------------------- |
| 1                   | 21/10/1990          | Udine               | Uruguay – Zuid-Korea    | 90'                 | 1 – 0               | 1 – 0               | WK-eindronde        |
| 2                   | 17/07/1993          | Montevideo          | Uruguay – Peru          | 9'                  | 1 – 0               | 3 – 0               | Oefeninterland      |
| 3                   | 17/07/1993          | Montevideo          | Uruguay – Peru          | 72'                 | 3 – 0               | 3 – 0               | Oefeninterland      |
| 4                   | 15/08/1993          | Montevideo          | Uruguay – Brazilië      | 79'                 | 1 – 1               | 1 – 1               | WK-kwalificatie     |
| 5                   | 12/09/1993          | Montevideo          | Uruguay – Bolivia       | 51'                 | 2 – 1               | 2 – 1               | WK-kwalificatie     |
| 6                   | 18/01/1995          | A Coruña            | Spanje – Uruguay        | 18'                 | 1 – 1               | 2 – 2               | Oefeninterland      |
| 7                   | 25/06/1995          | Paysandú            | Uruguay – Nieuw-Zeeland | 1'                  | 1 – 0               | 7 – 0               | Oefeninterland      |
| 8                   | 25/06/1995          | Paysandú            | Uruguay – Nieuw-Zeeland | 31'                 | 2 – 0               | 7 – 0               | Oefeninterland      |
| 9                   | 05/07/1995          | Montevideo          | Uruguay – Venezuela     | 14'                 | 1 – 0               | 4 – 1               | Copa América        |
| 10                  | 16/07/1995          | Montevideo          | Uruguay – Bolivia       | 30'                 | 2 – 0               | 2 – 1               | Copa América        |

## Erelijst
Club Nacional
- Recopa Sudamericana

1989
- Copa Interamericana

1989
 Juventus
- Italiaans landskampioen

1997, 1998
- Supercoppa Italiana

1997
 Uruguay
- Copa América

1995